# Sigurd Lie

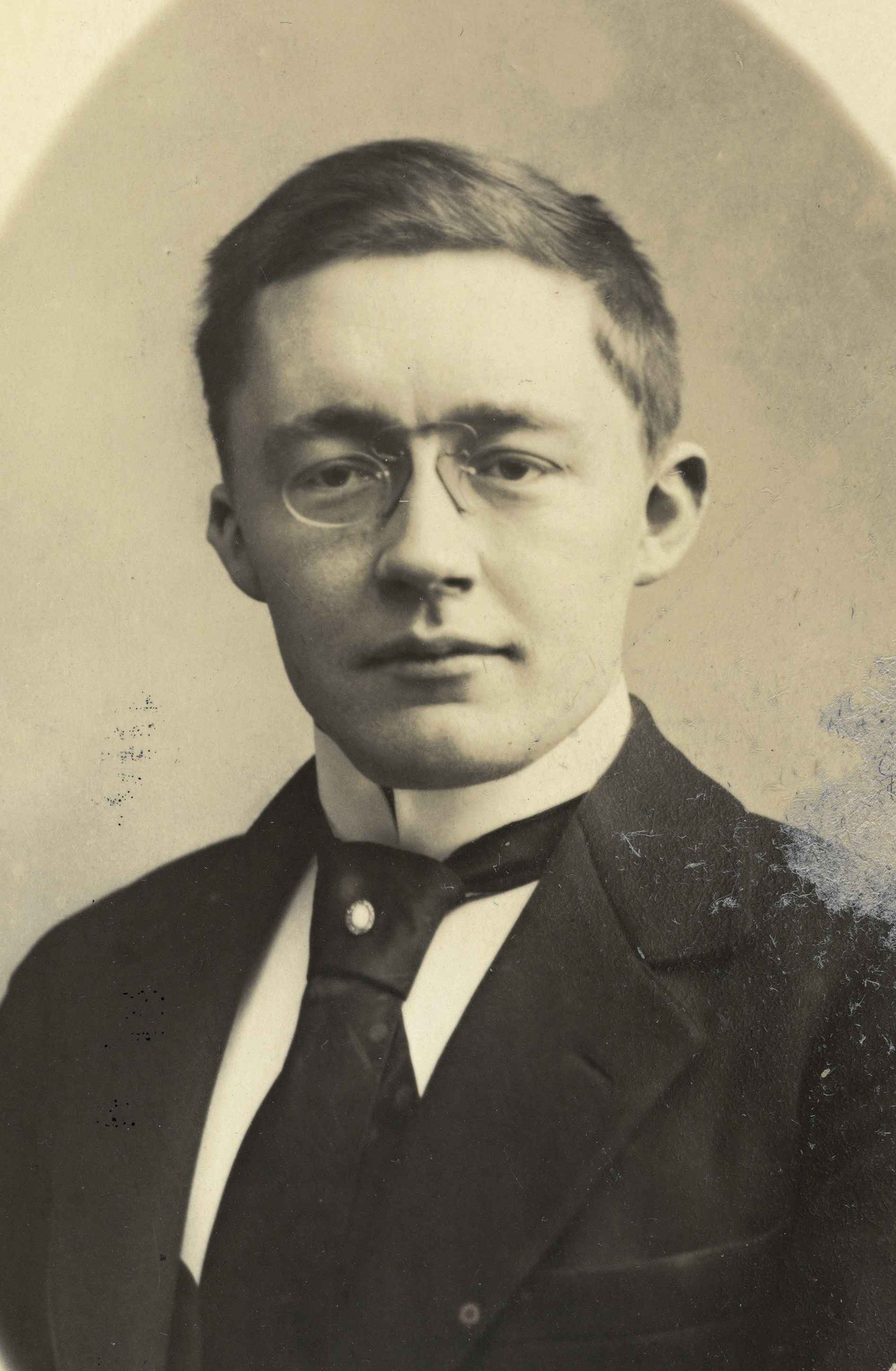
Sigurd Lie.

Sigurd Lie, född den 23 maj 1871 i Drammen, död den 30 september 1904 i Kristiania (nuvarande Oslo), var en norsk tonsättare. Han var brorson till Sophus Lie.
Lie blev student 1889, utbildade sig i musik för Lindeman, Bøhn och Holter samt i Leipzig och Berlin. Han blev 1895 konsertmästare i Bergen, var 1898–1899 kapellmästare vid Fahlstrøms teater i Kristiania och blev 1902 anförare för Handelsstandens sångförening. Hans mycket lovande tonsättarbana bröts av en lungsjukdom. Frisk uppfinning utmärkte ofta hans alstring, som omfattar 1 symfoni, 1 pianokvintett, orkestersvit, utställningskantat (Bergen, 1898), norska danser för violin, sångcykeln Wartburg för baryton och orkester, solosånger vid piano och manskörer, pianostycken med mera.